# باشترا
باشترا (بالسيريلية Баштра) هي قرية في البوسنة والهرسك. وهي تقع في بلدية بوزانسكا كروبا التابعة لكانتون يونا-سانا في اتحاد البوسنة والهرسك. طبقا لنتائج تعداد البوسنة عام 2013، فقد بلغ عدد سكانها 217 نسمة.

## التركيبة السكانية

### التطور التاريخي من السكان
| 1961 | 1971 | 1981 | 1991 | 2013 |
| ---- | ---- | ---- | ---- | ---- |
| 241  | 210  | 185  | 186  | 217  |

## وصلات خارجية
- (بالإنجليزية) Maplandia